# Hornisse tengeralattjáró-fedezék
A Hornisse tengeralattjáró-fedezék (németül U-Boot-Bunker Hornisse) egy Brémában álló egykori hadiipari létesítmény. Az ipari kikötő és a Weser között épült 1943 és 1945 között. A létesítmény célja az volt, hogy területén biztonságosan és folyamatosan lehessen tengeralattjárók darabjait előállítani. A Hornisse (német; darázs) név kezdőbetűje a mellette elvezető utca nevéből, a Kap-Horn-Straßéból (Horn-fok utca) ered.

## Története

### Építése
A brémai AG Weser a világháború elején az egyik legjelentősebb német hadiipari üzem volt, számos kisebb hadihajót állított elő. Az AG Weser 1934 óta gyártotta tengeralattjáróit. A gyár termelése folyamatosan bővült, a régi hajógyári kikötő dokkjaiban egyre kevesebb hely jutott a tengeralattjárók gyártásának. Az AG Weser 1942-ben az ipari kikötő egyik medencéjét akarta bunkerdokká átépíteni, a projektnek a Weser I. nevet adták. 1943. november 6-án a gyár megbízást kapott 68 darab új típusú tengeralattjáró egyes részegységeinek megépítésére. A szövetséges hatalmak folyamatos bombatámadásai miatt a gyár nem tudta volna teljesíteni a felkéréseket, ezért haladéktalanul szükség volt a bombázásnak ellenálló bunkerdokk megépítésére. A Weser I. projektet elvetették, inkább az ipari kikötő és a Weser közötti Kap-Horn-földnyelv déli oldalán kezdték el a munkálatokat. A kivitelezést a Wayss & Freytag vállalta. A Kap-Horn-földnyelv végén helyezkedett el a Riespott-láger, amelyben az építkezésen dolgozó kényszermunkásokat helyezték el. A munkások közül  sokan haltak meg balesetek vagy a gyenge ellátás miatt. A Hornisse hossza 362 méter, míg szélessége 68 méter lett volna. A födém vastagsága 4,5 méter volt, hogy a kor ismert bunkerromboló bombáinak is ellen tudjon állni. Statikai okokból egy a dokkot két rekeszre tagoló betonfal került az építmény közepére. 1945 februárjában az egész létesítményt áttervezték. Az épület fő feladata ezek után a tengeralattjárók javítása lett volna. A hadvezetés ekkor már csak a közeli Valentin-bunker befejezésére koncentrált, így a Hornisse építkezésén csak félgőzzel folytak a munkálatok. 1945. március 30-án éjjel az amerikai légierő támadást intézett a bunker ellen. Az építkezés végleg megszakadt. A háború végéig a Hornisse oldalfalainak 75, míg tetejének 25%-a készült el. Az bunkerben egyetlen tengeralattjáró sem épült.

### 1945 után
Míg a brit megszállási zónába került tengeralattjáró-bunkereket felrobbantották, addig az amerikai zónába eső Hornisse megmenekült. 1949-ben a bunker tulajdonjoga Bréma városállamra szállt vissza. A hanza-város hasznosítani kívánta a létesítmény területét. Tervek születtek arra, hogy a már elkészült tető lebontásával, illetve a falak részleges visszabontásával egy hajórakodó dokkot alakítanak ki területén. Ez csak részlegesen valósult meg. A bunker Weser felőli végén a Hornisse oldalfalait visszabontották és létrehozták a Kap-Horn-Anlage nevű rakpartot, ahol a mai napig acélárut raknak hajókra. 1968-ban egy szállítmányozó cég megvizsgáltatta a Hornisse még álló keleti részeit. A statikai vizsgálatok szerint a bunker 4,5 méter vastag födémszerkezete elég erős volt ahhoz, hogy egy irodaépület alapjául szolgáljon, így bunker tetejének délkeleti sarkán felépült a fuvarozó cég ötemeletes székháza. A Hornisse tetejét ma az irodaház dolgozói parkolóként használják. Az építődokkok napjainkig víz alatt állnak.

## Galéria

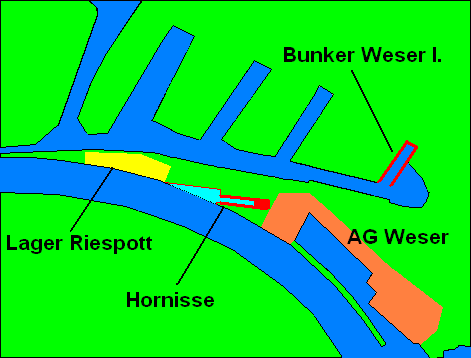
Helyszínrajz 1943-ból
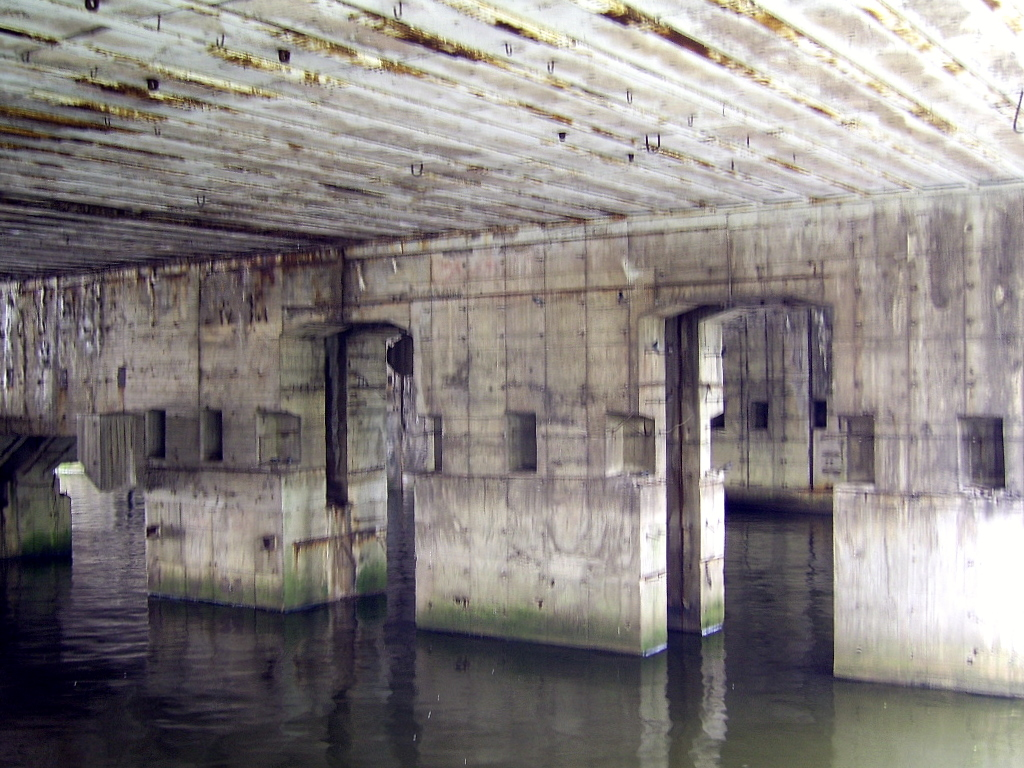
A bunker belső tere
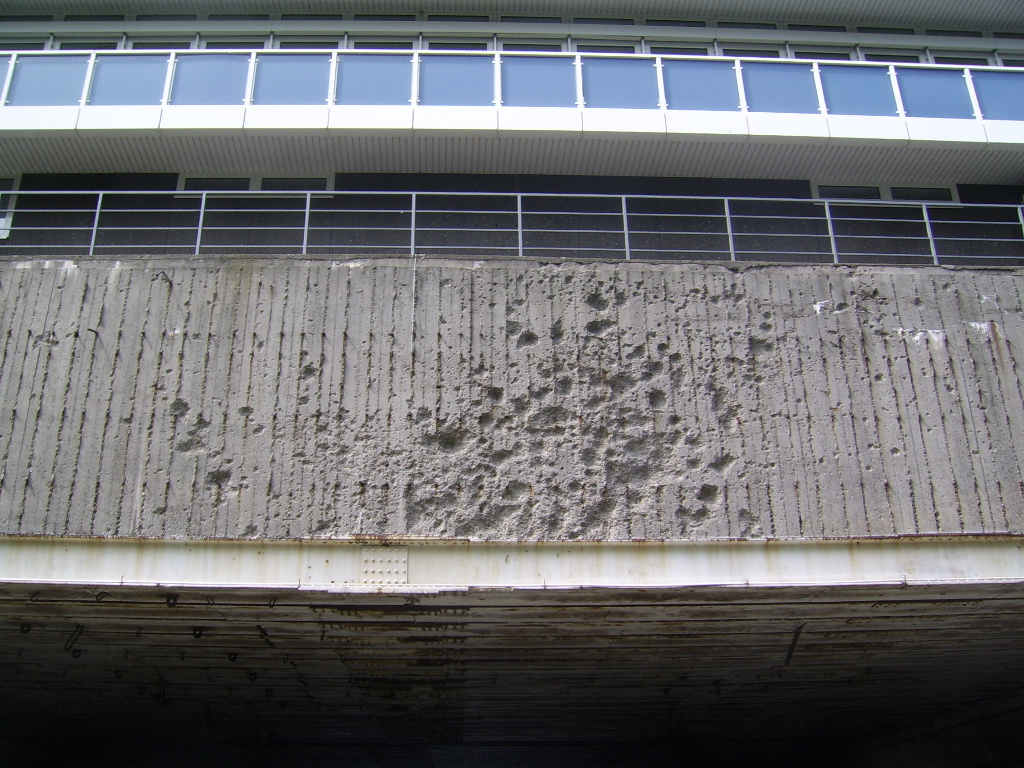
A támadás nyomai a homlokzaton
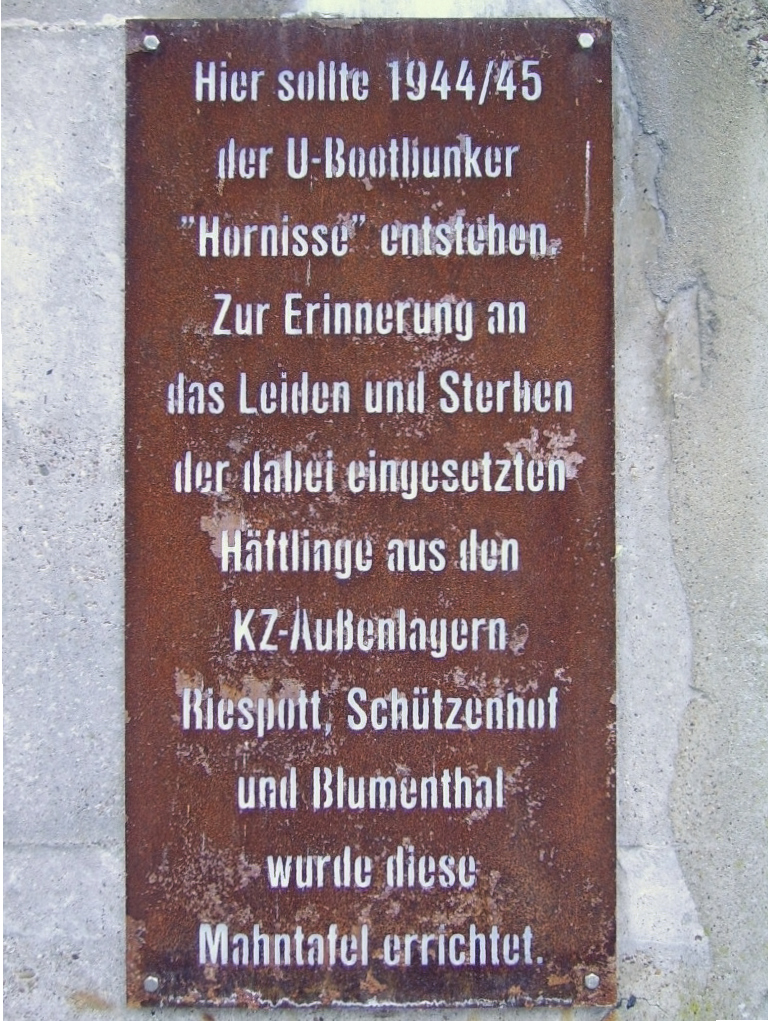
A munkatábor áldozatainak emléktáblája